# Carcelia sericea
Carcelia sericea là một loài ruồi trong họ Tachinidae.